# Foot Loose & Fancy Free
Foot Loose & Fancy Free är ett musikalbum av Rod Stewart som lanserades i november 1977. Från skivan släpptes två singlar, båda ballader, "You're in My Heart" och "I Was Only Joking". I USA blev även den rockigare låten "Hot Legs" en singelhit, i Storbritannien släpptes den som dubbel a-sida till "I Was Only Joking".

## Låtlista
(kompositör inom parentes)
1. "Hot Legs" (Rod Stewart) - 5:14
2. "You're Insane" (Stewart, Phil Chen) - 4:48
3. "You're In My Heart (The Final Acclaim)" (Stewart) -  4:30
4. "Born Loose" (Stewart, Jim Cregan, Gary Grainger) - 6:02
5. "You Keep Me Hangin' On" (Holland-Dozier-Holland) - 7:28
6. "(If Loving You Is Wrong) I Don't Want to Be Right" (Homer Banks, Carl Hampton, Raymond Jackson) - 5:23
7. "You Got A Nerve" (Stewart, Grainger) - 4:59
8. "I Was Only Joking" (Stewart, Grainger) - 6:07

## Listplaceringar
- Billboard 200, USA: #2[1]
- UK Albums Chart, Storbritannien: #3[2]
- VG-lista, Norge: #6[3]
- Topplistan, Sverige: #6[4]